# حقیقت (فیلم ۱۹۶۴)
حقیقت (به هندی: Haqeeqat) فیلمی محصول سال ۱۹۶۴ و به کارگردانی چتان آناند است. در این فیلم بازیگرانی همچون درمندرا، بالراج ساهنی، پریا راجوانش، سنجای خان، ویجی آناند، جایانت، سودهیر ایفای نقش کرده‌اند.